# Джакомантонио, Чезидио
 Чезидио Джакомантонио  (итал. Cesidio Giacomantonio, 30 августа 1873, Фосса, Абруцци — 4 июля 1900, Хэнъян, империя Цин) — святой Римско-Католической Церкви, священник, францисканец, миссионер, мученик.

## Биография
В 1897 году Чезидио Джакомантонио был рукоположен в священника в монашеском ордене францисканцев. В 1898 году вступил в Международный Коллегиум св. Антония Падуанского в качестве кандидата на миссионерскую деятельность. В октябре 1899 года отправился на Дальний Восток, куда прибыл 25 декабря 1899 года. Обосновавшись в Хэнъяне, через некоторое время он был назначен настоятелем небольшой католической общины на востоке провинции Хунань. В 1899—1900 гг. в Китае вспыхнуло ихэтуаньское восстание, во время которого пострадали многие христиане. 4 июля 1900 года католическая миссия, в которой находился Чезидио Джакомантонио была атакована повстанцами. Небольшая католическая часовня, находившаяся на территории миссии, была подожжена. Чезидио Джакомантонио подвергся избиению, после чего израненного, полуживого священника повстанцы бросили в горящую часовню.

## Прославление
Чезидио Джакомантонио был беатифицирован 27 ноября 1946 года Римским Папой Пием XII и канонизирован 1 октября 2000 года Римским Папой Иоанном Павлом II вместе с группой 120 китайских мучеников.
День памяти в Католической Церкви — 9 июля.

## Источник
- George G. Christian OP, Augustine Zhao Rong and Companions, Martyrs of China, 2005, стр. 25  (англ.)